# Heuerßen
Heuerßen ist eine Gemeinde im Landkreis Schaumburg in Niedersachsen. Die Gemeinde gehört zur Samtgemeinde Lindhorst und hat 958 Einwohner sowie eine Fläche von 3,97 km².

## Geografie

### Lage
Die Gemeinde mit dem Ortsteil Kobbensen liegt am Nordwestrand des Bückeberges, an der früheren Grenze zwischen den Altkreisen Schaumburg-Lippe und Grafschaft Schaumburg, direkt an der B65 die direkt von Stadthagen nach Bad Nenndorf führt. Der ländliche Charakter der Gemeinde ist bis zum heutigen Tage erhalten geblieben.

### Nachbargemeinden
Im Uhrzeigersinn liegen die Nachbargemeinden Lindhorst und Beckedorf, die Stadt Stadthagen sowie die Gemeinde Lüdersfeld.

### Gemeindegebiet
Neben den Dörfern Heuerßen und Kobbensen gehören noch der Lohhof sowie Teile des Eichenbruchs zum Gemeindegebiet.

## Geschichte

### Heuerßen
Eine Besiedlung der Gegend um Heuerßen ist für die vorgeschichtliche Zeit nachweisbar. 1891 wurde ein eisenzeitliches Gräberfeld mit etwa 40 Urnen freigelegt, das auf etwa 600 v. Chr. datiert wurde. Ein 1932 freigelegtes Hügelgrab erwies sich als Grabstätte eines Kriegers aus der Bronzezeit. Bei Ausbauarbeiten an der B 65 im Jahr 2015 entdeckten Archäologen nach vorangegangenen Feldbegehungen Reste einer Siedlung aus der vorrömischen Eisenzeit, die in Norddeutschland auf die Zeit von etwa 750 bis 30 v. Chr. datiert wird. Zu den Fundstücken zählen Keramikscherben und Spinnwirtel. Die Fundstelle liegt östlich des Lohhof unmittelbar an der Bundesstraße, wo früher der Hellweg verlief.
Die erste urkundliche Erwähnung erfolgte im Jahr 1224 als Hoiersem. Anlass war die Überschreibung einer Hufe Landes an das Kloster Bischoperode bei Stadthagen. Ältere Urkunden werden von den Historikern als nachträgliche Fälschungen bezeichnet und sind während des Zweiten Weltkriegs 1943 durch Luftangriffe auf Hildesheim verbrannt. Bei der Teilung der alten Grafschaft Schaumburg 1647/1648 kam Heuerßen zum lippischen Teil und damit zum späteren Fürstentum Schaumburg-Lippe. Hier gehörte die Gemeinde zum Amt Stadthagen; von 1884 bis 1899 dann zum Landratsamtsbezirk Stadthagen-Hagenburg. Von 1899 bis April 1948 war der Kreis Stadthagen zuständig, anschließend bis zum 31. Juli 1977 der Landkreis Schaumburg-Lippe. Seit dem 1. August 1977 ist Heuerßen eine Gliedgemeinde des neu gebildeten Landkreises Schaumburg. Seit dem 1. März 1974 bilden die Gemeinden Heuerßen, Lindhorst, Beckedorf und Lüdersfeld die Samtgemeinde Lindhorst.
Von 1871 bis 1920 bildeten Heuerßen und Reinsen eine Landgemeinde. 1928 erfolgte die Eingemeindung des Lohhofes. Bis Ende der 1960er Jahre hatte der Ort weniger als 300 Einwohner. Ab 1972 erfolgte mit der Aufstellung eines Bebauungsplanes die Ausweisung von 96 Baugrundstücken. Zwischen 1984 und 1990 wurden weitere Parzellen erschlossen, sodass 2012 die Einwohnerzahl 941 erreicht wurde.

### Kobbensen
Kobbensen wurde erstmals 1215 als „in villa Cobbenhusen“ erwähnt. In einer Urkunde übertrug Bischof Konrad von Minden dem Kloster Obernkirchen ein Haus. Weiteren Besitz hatten hiervon die Grafen von Roden-Wunstorf, das Kloster Loccum sowie die Grafen von Holstein-Schaumburg. Die Verwaltungsgeschichte ist bis zur Eingemeindung mit der von Heuerßen identisch. Auch hier wird Kobbensen 1871 als Landgemeinde bezeichnet.

### Lohhof
1293 wurde der Lohhof erstmals als curiam Lohof erwähnt. Er lag am Hellweg, der etwa entlang der heutigen B 65 verlief. Zwischen 1370 und 1404 wurde der Lohhof zur Burg ausgebaut, die dem Schutz der Grenze der Grafschaft Schaumburg gegen die Besitzungen der Grafen von Roden diente. 1885 wird der Lohhof als Gutsbezirk im Landratsamtsbezirk Stadthagen-Hagenburg bezeichnet. 1928 erfolgte die Eingliederung des Hofes in die Gemeinde Heuerßen.

### Eingemeindungen
Am 1. März 1974 wurde die Nachbargemeinde Kobbensen eingegliedert.

## Religion
- Die evangelischen Christen der Gemeinde gehören zur Kirchengemeinde St. Jürgen in Heuerßen.
- Die katholischen Gläubigen gehören zur Pfarrgemeinde St. Joseph in Stadthagen und besuchen die Filialkirche St. Barbara in Lindhorst.

## Politik

### Gemeinderat
Der Gemeinderat, der Heuerßen vertritt, setzt sich aus neun Mitgliedern zusammen. Die Ratsmitglieder werden durch eine Kommunalwahl für jeweils fünf Jahre gewählt.
Bei der letzten Kommunalwahl 2021 ergab sich folgende Sitzverteilung:
| Gemeinderat 2021Insgesamt 9 Sitze - SPD: 2 - Grüne: 1 - WGS: 4 - CDU: 2 |

|      | CDU | SPD | Grüne | WG | Gesamt  |
| 2011 | 2   | 2   | 1     | 4  | 9 Sitze |

Stand: Kommunalwahl am 11. September 2016

### Bürgermeister/Verwaltung
Bürgermeister ist Andreas Walter (WG). Das Gemeindebüro befindet sich in der Kreisstraße 13 im Ortsteil Heuerßen.

### Wappen
Nach der gültigen Hauptsatzung führt die Gemeinde kein Wappen.

## Kultur und Sehenswürdigkeiten

### Bauwerke

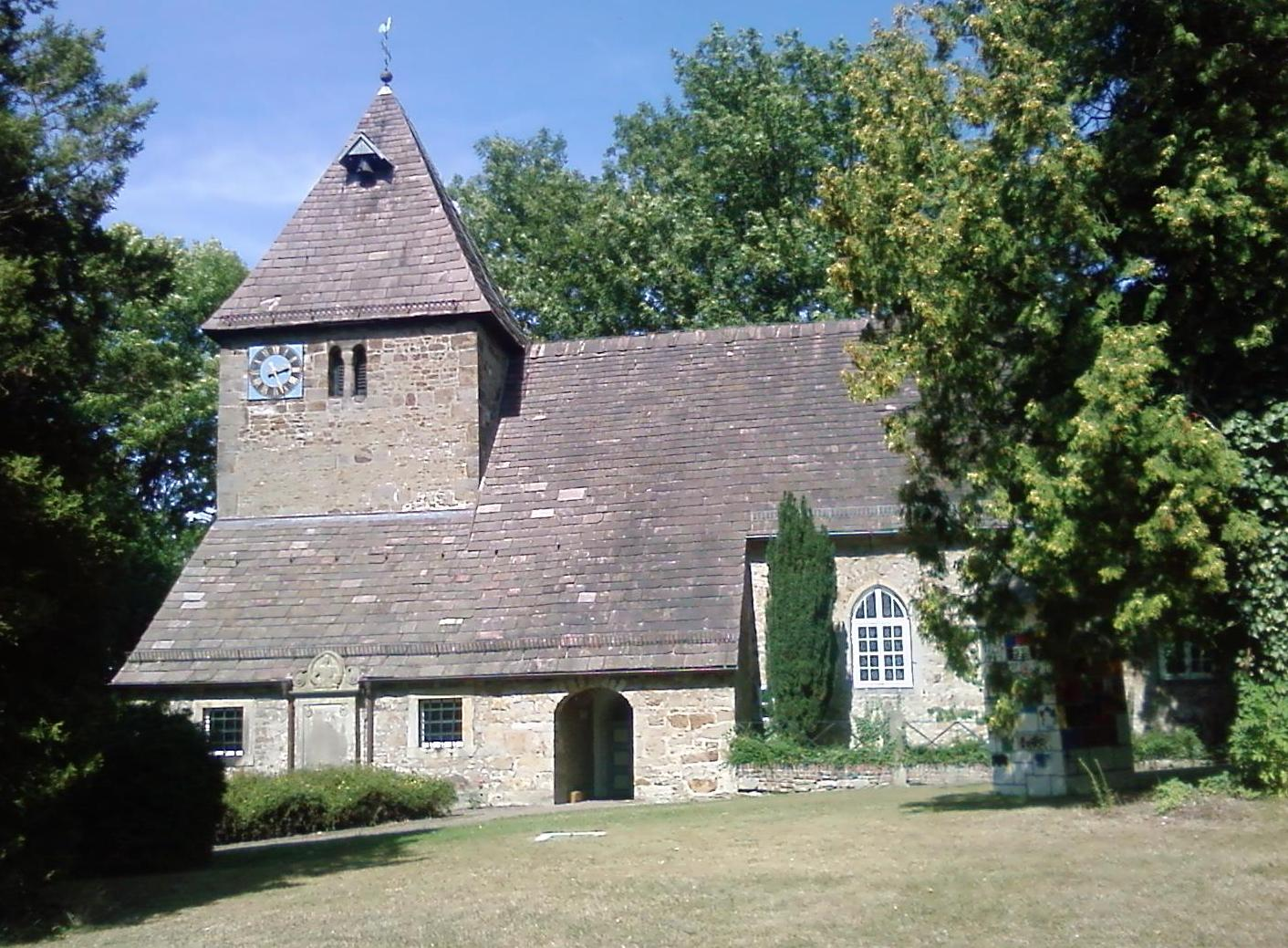
Die Kirche in Heuerßen

- Die Saalkirche St. Jürgen wurde im 11. oder 12. Jahrhundert aus Sandstein im romanischen Stil erbaut. Die Kreuzgewölbe haben bereits spätgotische Rippen, die im Altarraum auf gotischen Konsolen stehen. Die Jahreszahl 1565 über einem Portal weist auf eine Renovierung hin.
- Das Rittergut Remeringhausen grenzt unmittelbar an die Ortslage Heuerßen, liegt aber bereits auf dem Gebiet der Stadt Stadthagen. Es handelt sich um eine ausgedehnte Gutsanlage mit Landschaftspark und ein um 1599 im Stil der Weserrenaissance erbautes Herrenhaus.

### Vereine
- Einer der wenigen Vereine ist der Förderverein Dorfgemeinschaft Heuerßen-Kobbensen. Seit 2001 setzt er sich für Aktivitäten in den Bereichen Kunst, Kultur und Brauchtum ein.
- Musik wird in erster Linie im „Gemischten Chor“ Heuerßen gemacht. Auch im kirchlichen Bereich sind mehrere Gruppen musikalisch tätig.
- Sport bietet der Tischtennisclub an. Schießsport ist im Schützenverein Kobbensen und in der Kyffhäuserkameradschaft möglich.
- Überregional ist der Skatclub „Schaumburger Buben“, auch mit seinen Turnieren bekannt.

## Wirtschaft und Infrastruktur

### Öffentliche Einrichtungen
- Im Ortsteil Kobbensen wird ein Dorfgemeinschaftshaus vorgehalten.
- Für die öffentliche Sicherheit ist das Polizeikommissariat Stadthagen zuständig.
- Der Brandschutz und die allgemeine Hilfe wird durch die Freiwillige Feuerwehr Heuerßen sichergestellt.

### Bildung
- Durch die Gemeinde wird ein Kindergarten vorgehalten. Die Grundschüler werden in Lindhorst beschult. Die weiterführenden Schulen befinden sich in Lindhorst (Oberschule), Stadthagen (IGS und Gymnasien), Bad Nenndorf (Gymnasium Bad Nenndorf) und Rodenberg (IGS).

### Verkehr
Durch das Gemeindegebiet verläuft die B 65 von Hannover nach Minden. An der Anschlussstelle Bad Nenndorf wird in wenigen Kilometern die BAB 2 erreicht. Der nächste Bahnhof befindet sich im benachbarten Lindhorst. Hier werden Anschlüsse der S-Bahn Hannover erreicht. Der ÖPNV wird von Buslinien der Firma Ruhe Reisen in Stadthagen bedient.